# Ermita de Nuestra Señora de los Ángeles (La Jana)
La Ermita de la Virgen María de Ángeles de la Jana, está situada borde la carretera CV-10, a 350 m de la población. Es una construcción de finales del siglo XVIII, con una arquitectura propia del clasicismo ilustrado barroco. Detrás de la ermita se encuentra el cementerio.

## Historia
En 1763, acabadas las obras de la iglesia parroquial, se pensó ampliar la misma para hacer una capilla dedicada a la Virgen María de Ángeles, con devoción en la población desde el siglo XVI, pero la dificultad del proyecto decidió a trasladar la construcción de la capilla al paraje donde, según la tradición, se paró la mula que traía la imagen. Pero no fue hasta el 29 de octubre de 1767 que se pidió licencia por la construcción, y el 13 de diciembre del mismo año se coloca la primera piedra. El templo debió de ser diseñado, según Bautista y García, por el arquitecto Joan Josep Nadal, autor de la iglesia parroquial de la Villa-real y que está documentado hacia el 1760 en Torreblanca, población no lejos de la Jana. Con todo, cuando empezaron las obras ya estaba muerto, y por eso se debieron de dejar en manos de Fernando Molinos.
En agosto de 1791, acabadas las obras poco antes, se bendijo el templo, y se organizaron celebraciones religiosas, toros en la calle y teatro. Al año siguiente se decora el camarín con un retablo presidido por un cuadro de la Virgen María del pintor segorbino José Camarón Boronat.
Durante la Guerra civil el interior fue destruido, y ya no vuelve a tener uso litúrgico, utilizándose el templo como almacén.
La edificación presenta un estado de conservación pésimo, próximo al derrumbe definitivo. Tiene lesiones constructivas en varias partes, como las humedades presentes en las conchas de la cúpula, la rendija que abre la fachada de arriba abajo y el desplome de los muros de cierre. La Consejería de Cultura de la Generalitat Valenciana aprobó y pagar el proyecto de restauración en 2003, pero no lo ha puesto en marcha.
Es un Bien de Relevancia Local con la categoría de Monumento de Interés Local por la Disposición Adicional Quinta de la Ley 5/2007, de 9 de febrero, de la Generalitat Valenciana, del Patrimonio Cultural Valenciano.

## Arquitectura

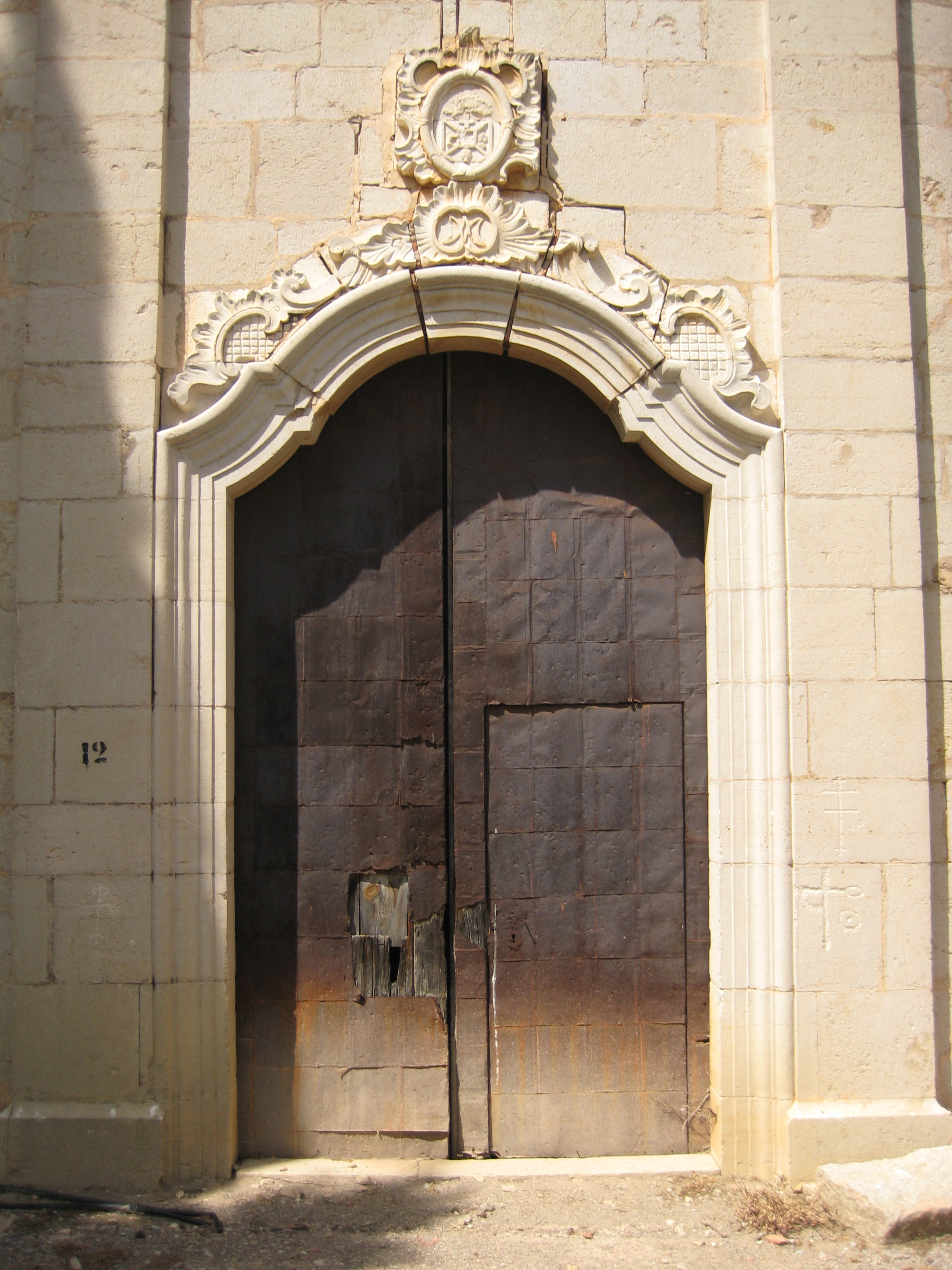
Portada

El templo presenta una planta centralizada, de cruz griega, con los lados achaflanados, cúpula sobre conchas y tambor octagonal con ventanas en cada cara, en el crucero, y una prolongación en la cabecera, formando un ábside octogonal, este cubierto con bóveda de cuadrante de esfera. Los espacios restantes se cubren por bóveda de cañón.
La fachada principal está delimitada por pilastras de orden gigante que llegan a una cornisa horizontal, rematadas por pináculos. En el centro, una portada con el perímetro moldurado y el arco mixtilíneo, y por sobre, adornamientos de rocalla y un óvalo con el escudo del pueblo. Encima, cerca de la cornisa, un ojo de buey ovalado. Y rematando la cornisa, una espadaña con el arquitrabe ondulado.
El interior está estructurado mediante unas pilastras de orden corintio con el fuste acanalado, y unos espumillones de flores y frutos por debajo el entablamento. Los muros del crucero tienen una disposición curva y el encuentro de los ángulos de los muros una forma curvilínea. Rocallas de buena factura rodean las ventanas y otros elementos del techo.
Este templo supone un ejemplo claro de barroco clasicista tardío, con un carácter culto y original, con una composición geométrica basada en trazados curvos, de movidos perfiles borrominescos, en contraposición a los valores estéticos académicos del momento.

## Festividad y tradiciones
Actualmente no se celebra la festividad en la ermita, desde que en la Guerra civil se destruyó el interior del templo y no se va a volver a celebrar culto. Antiguamente el día festivo era el segundo sábado después del domingo de Resurrección.
Según la tradición, desde Cataluña dos peregrinos llegaron a la villa trayendo una imagen de la Virgen María, que los janenses querían que se quedara, pero los peregrinos continuaron camino, y al salir hacia San Mateo, a unos doscientos pasos del pueblo, la burra que traía la imagen se quedó parada, y no pudieron moverla de ninguna forma, y al dejarla libre, el animal devolvió a la villa, y los peregrinos entraron la imagen a la iglesia.
En 1571 se celebraron unas fiestas en honor a la Virgen María de Ángeles por haber entregado la villa de la peste, y la nombraron patrona del pueblo.